# Kikuchi Takanao
Kikuchi Takanao est un nom japonais traditionnel ; le nom de famille (ou le nom d'école), Kikuchi, précède donc le prénom (ou le nom d'artiste).
Kikuchi Takanao (菊池 隆直, mort en 1185) est un samouraï du XIIe siècle japonais. Il est également appelé « Kikuchi no Jiro Takanao » ou « Kikuchi Higo-Gon-no-Kami Takanao ».
Lorsque Kikuchi Takanao se range aux côtés de Minamoto no Yoritomo et commence à lever des troupes dans Kyūshū en 1180 au début de la guerre de Gempei, Taira no Sadayoshi va à sa rencontre et le défait. Kikuchi Takanao participe à la bataille de Dan-no-ura. Peu de temps après la bataille cette même année, il est remis à Minamoto Yoshitsune par son seigneur Ogata no Saburo Koreyoshi. Emmené sur le lit de la rivière Rokujō, il y est décapité.

« Un de vos obligés, Kikuchi no Jiro Takanao, est mon ennemi depuis des années. […] Vous pouvez compter sur moi si vous souhaitez le livrer pour qu'il soit exécuté. »

— Minamoto no Yoshitsune
Les événements au XIIe siècle à l'est du Japon conduisent à la mise en place du premier gouvernement militaire du Japon, le bakufu de  Kamakura, qui, au cours des premières étapes au moins, fonctionne en tandem avec l'ancienne administration impériale. Les guerres entourant la naissance de ce nouveau régime voient le clan Kikuchi se fondre en une puissante ligue de guerrier appelée bushidan. En 1181-1182, leur chef Kikuchi Takanao se joint à Ogata no Saburo Koreyoshi de la province de Bungo, autre important guerrier local en rébellion contre les Taira, ce qui les transforme en alliés de facto de Minamoto Yoritomo, fondateur du bakufu.
La rébellion est cependant écrasée par Haruda Tanenao. Puis, paradoxalement, alors que les combats tirent à leur fin et que pâlit l'étoile des Taira, les Kikuchi choisissent de s'aligner avec les anciens ennemis et, de concert avec les principaux guerriers de Kyūshū dont les Haruda, les Yamaga et les Itai, subissent une cuisante défaite aux mains du bakufu désormais triomphant. La bataille a lieu au large des côtes du Kyūshū, à Dan-no-ura, et voit l'émergence de Minamoto Yoritomo comme chef militaire incontesté du Japon. Ses forces viennent en grande partie de l'est tandis que, dans les derniers instants, les Taira doivent d'appuyer presque exclusivement sur des guerriers de Kyūshū. Par conséquent, le nouveau régime militaire s'incline nettement vers l'est et contre l'ouest, mouvement qui a de graves conséquences pour l'avenir de l'île.

## Source de la traduction
- (en) Cet article est partiellement ou en totalité issu de l’article de Wikipédia en anglais intitulé « Kikuchi Takanao » (voir la liste des auteurs).